# Desa Curugbitung (administrativ by i Indonesien, Jawa Barat)
Desa Curugbitung är en administrativ by i Indonesien.   Den ligger i provinsen Jawa Barat, i den västra delen av landet, 60 km sydväst om huvudstaden Jakarta. Desa Curugbitung ligger vid sjön Situ Paranje.